# Скрастиньш, Янис
Янис Скрастиньш (латыш. Jānis Skrastiņš; 30 октября 1949, село Лиепа, Цесисский край — 10 июля 2021) — советский и латвийский юрист. Генпрокурор Латвии (1990—2000). Командор ордена Трёх звёзд (1995).
Родился 30 октября 1949 года в селе Лиепа Цесисского района. В 1974 году окончил с красным дипломом юридический факультет Латвийского государственного университета. Следователь по особо важным делам в прокуратуре ЛССР (1979 г.). С 2004 по 2008 год член правления PAREX банка. В 2001 году консультировал правительственную рабочую группу по разработке нового уголовно-процессуального закона.
Громкие дела: «дела серийного маньяка Рогалёва», «дела об убийстве Бурилиной», «дело короля рэкета Харитонова», «дело банка «Балтия», «педофилгейт» и «дело Рубикса».